# Трапезников, Алексей Петрович
Алексей Петрович Трапезников (22 марта 1905, Вятская губерния — 12 ноября 1984, Горький) — советский хозяйственный, государственный и политический деятель.

## Биография
Родился в 1905 году в селе Забойдук. Член ВКП(б) с 1928 года.
С 1931 года — на хозяйственной, общественной и политической работе. В 1931—1975 годах — 1-й секретарь Халтуринского райкома ВКП(б), 1-й секретарь Ветлужского райкома ВКП(б), заведующий отделом Горьковского обкома ВКП(б), участник Великой Отечественной войны, на партийной работе в Горьковском обкоме ВКП(б), заместитель министра сельского хозяйства РСФСР, ректор Горьковской школы повышения квалификации сельскохозяйственных кадров.
Избирался депутатом Верховного Совета РСФСР 4-го созыва.
Умер в 1984 году в Горьком. Похоронен на Красном кладбище (5 уч.).